# 革命社会党 (澳大利亚)
革命社会党（英語：Revolutionary Socialist Party，缩写为RSP）是澳大利亚的一个已不存在的共产主义政党。该党成立于2008年，分裂自民主社会主义观点。它的意识形态是革命社会主义、马克思列宁主义。它的领导人是约翰·珀西。总部位于悉尼。2013年，该党并入了社会主义替代（第四国际常驻观察员）。